# Tempi veloci a Fairmont High
Tempi veloci a Fairmont High (Fast Times at Fairmont High) è un romanzo breve di fantascienza dello scrittore statunitense Vernor Vinge, pubblicato nel 1981.
L'opera, appartenente al filone cyberpunk, ha vinto il Premio Hugo per il miglior romanzo breve.

## Storia editoriale
Il romanzo breve è stato pubblicato per la prima volta nel 2001 nella raccolta The Collected Stories of Vernor Vinge, vincendo l'anno successivo il Premio Hugo per il miglior romanzo breve, classificandosi inoltre al secondo posto al Premio Locus per il miglior romanzo breve..
L'opera è ambientata nello stesso milieu narrativo del successivo romanzo Alla fine dell'arcobaleno (Rainbows End, 2006).

## Trama
Nel futuro in cui è ambientato il romanzo, tutti sono abitualmente connessi al World Wide Web e hanno accesso a potenza di calcolo e larghezza di banda quasi illimitati. La rete è omnipresente ed è accessibile attraverso una miriade di piccoli nodi, alcuni dei quali posizionati sui vestiti, sulle strade e nelle case. Le persone sovrappongono la realtà aumentata all'ambiente reale, e interagiscono con gli altri mediante avatar o come ologrammi in qualsiasi parte del mondo in cui i nodi sono disponibili.
Fairmont Junior High School è una scuola di Chicago frequentata dagli studenti in didattica a distanza o, più raramente, in presenza quando richiesto. Il tredicenne Juan Orozco è uno di questi studenti e, per ben figurare negli studi in un ambiente estremamente competitivo e in vista degli esami di fine anno, fa segretamente uso di droghe che aumentano la sua velocità di elaborazione delle informazioni. Juan ha un rapporto di collaborazione con Bertie Todd che vive lontano da Chicago e frequenta la scuola solo a distanza. Bertie afferma di avere solidi contatti con un gruppo di studio in Siberia e di far parte di un think tank che collettivamente si finge uno studente neolaureato al Massachusetts Institute of Technology. Tra gli esami tradizionali vi sono anche due prove di gruppo, la prima delle quali prevede che gli studenti, riuniti in squadre, realizzino un progetto a scelta, utilizzando tutto l'aiuto esterno che saranno capaci di ottenere. Il preside Alcalde e il corpo docenti di Fairmont High ritengono altrettanto importante che i ragazzi siano in grado di operare sia online che offline, pertanto la seconda prova di gruppo prevede la realizzazione di un progetto svolto in completo isolamento dalla rete. Il progetto è scelto dagli studenti stessi ma essi riceveranno voti più alti se riusciranno a generare reddito per la scuola.
Bertie ha un fortissimo ascendente su Juan e lo spinge ad associarsi con Miriam Gu per la seconda prova di gruppo, mentre lui svolgerà, anche per conto del compagno, il progetto collaborativo per il primo esame. Il vero obiettivo di Bertie è di usare il progetto di Miriam e di Juan come banco di prova per la sperimentazione di nodi di rete biologici ideati dal gruppo siberiano. Miriam ha deciso di indagare su strani avvenimenti nella riserva naturale di Torrey Pines Park, nei pressi di San Diego, dove è vietato introdurre nodi di rete a causa dei componenti tossici che contengono e che potrebbero inquinare l'ambiente incontaminato della riserva. Miriam è convinta che una società cinematografica stia girando un colossal nella riserva e scoprire il set gli garantirebbe non solo un buon voto per il progetto scolastico ma anche, secondo le leggi vigenti, una cospicua quota nei guadagni del film in occasione del suo lancio pubblicitario. I due ragazzi giungono sul luogo, accompagnati da William, il nonno di Miriam che tutti credono il fratello, e che si sta curando l'Alzheimer attraverso un processo di rigenerazione neurale. Poco prima che vadano offline, Bertie invia a Juan un pacco tramite un razzo Fedex; dentro ci sono i nuovi nodi di rete biodegradabili e Bertie chiede a Juan di testarli. Bertie non dice a Juan come interagire con il software dei nodi, nella speranza che Juan sia costretto a inviare un segnale ad alta potenza dall'interno della foresta per chiedere aiuto esterno, non solo violando le regole dell'esame dell'esame, ma permettendo anche a Bertie di ricevere dati dai nodi e rubare il progetto di Miriam e Juan.
Grazie alle capacità di elaborazione delle informazioni ottenute con l'assunzione della droga, Juan riesce a far funzionare i nodi senza ricorrere all'aiuto esterno; i due ragazzi catturano il video di alcuni topi mutanti, apparentemente intelligenti, che hanno scavato una serie di tunnel in una gola della riserva e che hanno formato quella che appare essere una società. William pensa che i topi siano il risultato di un esperimento segreto, ma le osservazioni di Miriam e le fonti di informazioni che Juan ha memorizzato la portano a credere che i topi facciano parte del film in produzione.
William cattura alcuni topi con il razzo Fedex ancora in loro possesso ma, invece di consentire a Miriam di tenerli come parte del progetto, invia il razzo indietro al deposito Fedex, da dove i topi potrebbero fuggire diffondendosi nel mondo. Juan è costretto a rivelare il suo uso di droghe poiché Miriam è sospettosa di come sia riuscito a far funzionare i nodi di Bertie così rapidamente. La discussione che ne segue porta Juan a rendersi conto di essere sempre stato strumentalizzato dal compagno: il ragazzo decide di affrancarsi dall'influenza di Bertie. La scoperta effettuata nel Torrey Pines Park permette a Juan e a Miriam di superare l'esame con un voto altissimo e con ottimi guadagni.

## Edizioni
- (EN) Vernor Vinge, Fast Times at Fairmont High, in The Collected Stories of Vernor Vinge, 1ª ed., New York, Tor, 2001,  pp. 464, ISBN 978-0-312-87373-8.
- Vernor Vinge, Tempi veloci a Fairmont High, in I premi Hugo 2002, traduzione di Flora Staglianò, Cosmo. Collana di Fantascienza, n. 332, Milano, Editrice Nord, aprile 2003,  p. 160, ISBN 8842912646.
- Vernor Vinge, Tempi veloci a Fairmont High, in Tutti i racconti/2, traduzione di Flora Staglianò, Cosmo. Collana di Fantascienza, n. 340, Milano, Editrice Nord, febbraio 2007,  p. 362, ISBN 9788842914693.
- (ES) Vernor Vinge, Acelerados en el Instituto Fairmont, in El monstruo de las galletas, Albemuth, n. 13, Granada, Grupo AJEC, 2007,  p. 208, ISBN 978-84-96013-29-2.